# Spectrométrie de masse à résonance cyclonique ionique
La spectrométrie de masse à résonance cyclotronique ionique (FT-ICR-MS) est un instrument possédant un haut pouvoir de résolution et une bonne exactitude sur la masse très important pour l’analyse des protéines. C’est une technique basée sur  le piégeage et l’excitation des ions dans une cellule ICR (résonance cyclotronique des ions) sous l’action d’un champ électromagnétique. Le spectre de masse est obtenu via la transformée de Fourier qui convertit le signal temporel acquis en spectre de fréquence proportionnel à la masse. FT-ICR-MS a été développée pour la première fois par Comisarow et Marshall en 1974, et l’utilisation du principe d’ICR dans un spectre de masse par Sommer. Cette technique d’analyse est très appliquée dans le domaine pharmaceutique, biologique par exemple pour l’identification des protéines.

## Mouvement cyclotronique des ions dans la cellule ICR
Les ions sont piégés dans la cellule ICR par un champ magnétique. Un ion, sous l’action d’un champ magnétique uniforme, subit une force de Lorentz qui entraîne un mouvement circulaire perpendiculaire au champ. Il en résulte une force centripète.
Lors du mouvement uniforme rotation de l’ion de rayon (r) la force de Lorentz est en équilibre avec la force centripète :   
Force Lorentz :  {\displaystyle F=qV\mathrm {B} } , force centripète :  {\displaystyle F'=mV^{2}/r}
Ce qui donne   {\displaystyle qV\mathrm {B} =mV^{2}/r}     avec la fréquence de mouvement circulaire : {\displaystyle \upsilon =V/2\Pi r}
Ainsi la vitesse angulaire : {\displaystyle \omega =2\Pi \upsilon =V/r=(q/m)\mathrm {B} }
Avec ω ∶ vitesse angulaire(en rad.S-1) ; v : fréquence cyclotronique (en hertz) ; B : champ magnétique en tesla ; r : rayon du mouvement (m) ; V : vitesse de l'ion (en m.S-1)
Ainsi tous les ions ayant un même m/z auront une même fréquence de mouvement de rotation cyclotronique mais indépendant de la vitesse de l’ion. Cependant, le rayon du mouvement est proportionnel à la vitesse de l’ion. La fréquence cyclotronique est inversement proportionnelle au rapport m/z.

## Fonctionnement

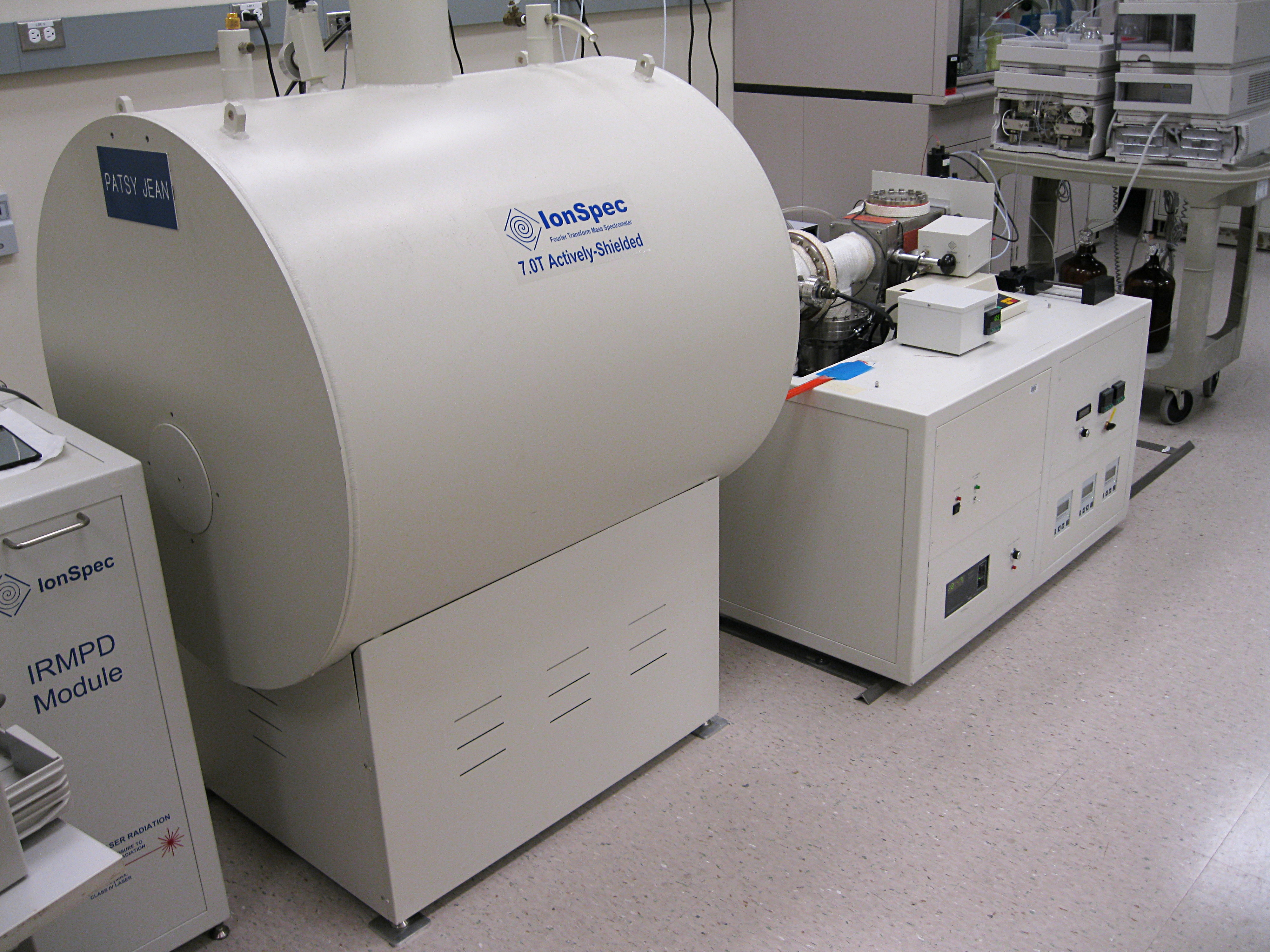
Spectromètre de masse FT-ICR

Dans une cellule ICR, les ions sont piégés par deux plaques perpendiculaires au champ magnétique auxquelles un potentiel (généralement 1V) est appliqué. Les ions adoptent alors un mouvement d’oscillation entre ces deux plaques. L’application d’un champ électrique de même fréquence cyclotronique d’un ion présent conduit à l’absorption d’énergie par l’ion, augmentant ainsi son énergie cinétique et de ce fait son rayon de mouvement d’oscillation. Il s’agit du phénomène de résonance de l’ion.

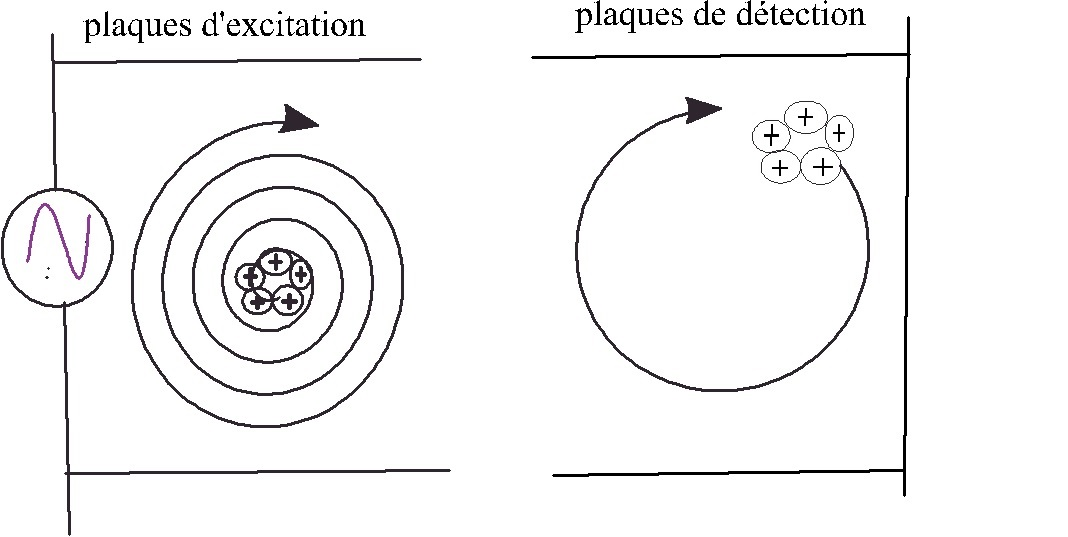
Processus de fonctionnement de la cellule ICR cubique pour l’obtention de spectre de masse : après excitation, les ions adoptent un mouvement cohérent ainsi qu’une orbite de rayon plus grand permettant d’obtenir un signal détectable sur les deux plaques de détection.

Le spectre de masse obtenu provient de la détection du courant induit par le mouvement cyclotronique. Ainsi, les ions entrant dans la cellule doivent être excités pour pouvoir être détectés au niveau des plaques dites de détections.
Il existe plusieurs méthodes d’excitation des ions :
- Par impulsion rectangulaire[4] : application d’une fréquence d’excitation correspond aux ions de même rapport m/z.
- Par la méthode dite « R.F. chirp »[4] : l’utilisation d’une seule impulsion d’excitation qui balaye toute la gamme de fréquences d’intérêt.
- Par la méthode « SWIFT » (Stored-Waveform Inverse Fourier Transform)[4]: le domaine de fréquence d’excitation est défini au préalable et l’onde d’excitation calculée en conséquence par transformée de Fourier inverse. Cette méthode est la plus utilisée car elle est très précise. Elle permet d’obtenir une cohérence correcte entre l’excitation et la réponse dans la cellule ; ainsi, les ions de même m/z vont être excités de manière homogène, améliorant de ce fait la résolution.

## Cellule ICR: «piège de Penning»

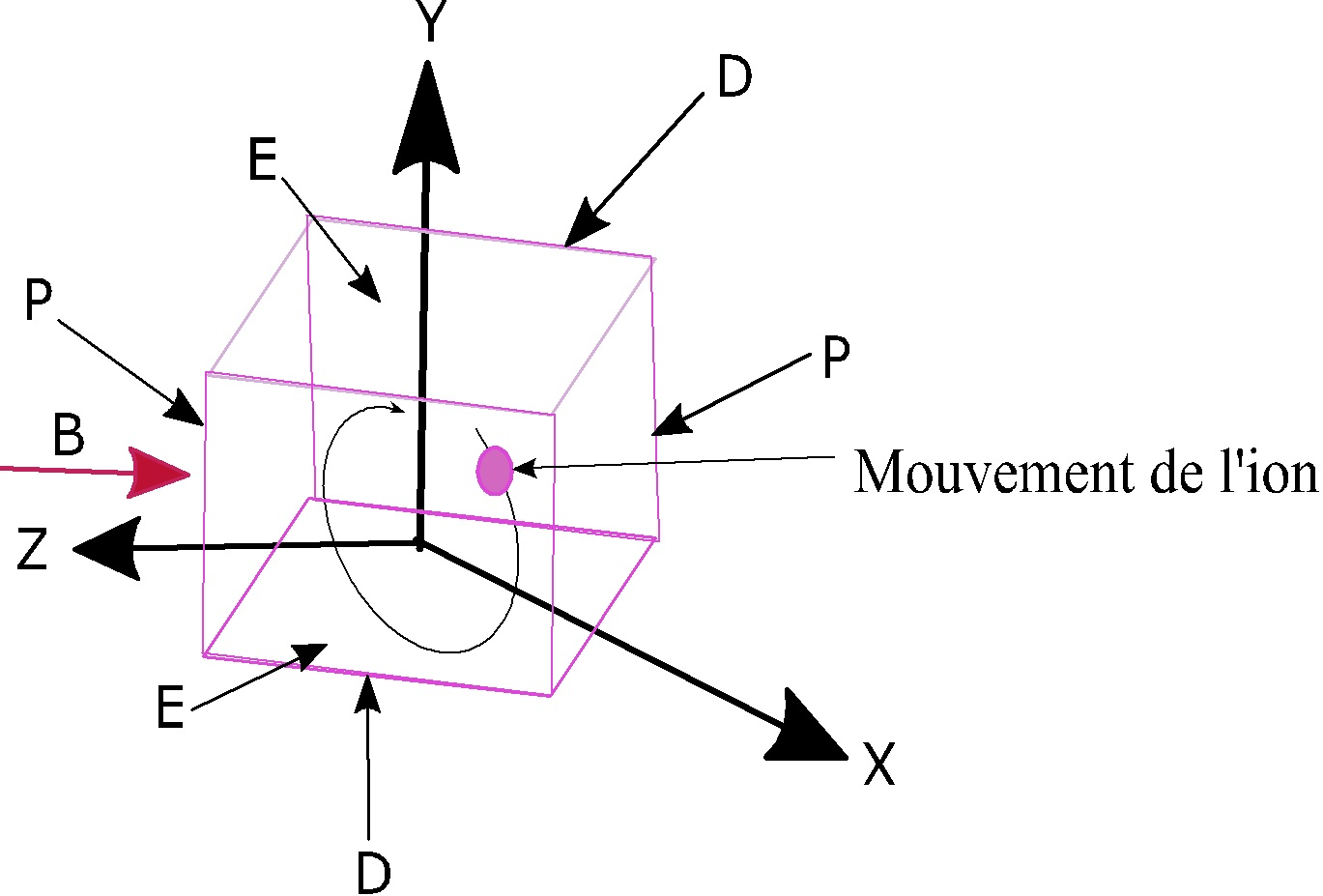
Cellule cubique : E = excitation, D = détection ; P = piégeage.

Dans une cellule, les ions sont confinés sous l’action d’un champ magnétique et d’un champ électrique quadripolaire axial (parallèle à la direction du champ magnétique) empêchant les ions de s’échapper. Les particules ainsi piégées adoptent plusieurs mouvements : l'oscillation axiale « piégeage » le long du champ magnétique, le mouvement rotatif « magnétron » autour de l'axe piège et le mouvement cyclotronique (rotation de la particule sur elle-même). La résolution de masse est fonction du temps de confinement des ions : plus ils restent longtemps piégés, meilleure est la résolution et de ce fait trois trois types de potentiels électriques doivent être appliqués : potentiel électrostatique axial quadripolaire tridimensionnel (confinement axial des ions), bidimensionnel (position axiale des ions) et un potentiel dipolaire (excitation des ions) afin d’obtenir des résultats optimums en minimisant la fréquence du mouvement magnétron et de piégeage. Plusieurs configurations de cellule ICR (par exemple la cellule cubique) ont été développées dans le but d'optimiser ces potentiels.

## Avantages et inconvénients
Cette technique obtient une très haute résolution (de l'ordre 1.000.000 pour m/z 400) lors de l’analyse des matrices complexes avec très peu d’interférences. Un pourcentage d’acquisition élevé permet d’éliminer l’étape de séparation lors de l’analyse. Il est possible d'utiliser plusieurs sources externes d’ionisation (Ionisation par électronébuliseur ou ESI, Désorption-ionisation laser assistée par matrice ou MALDI) ainsi que plusieurs techniques de fragmentation pour l’analyse MS en tandem. La haute performance de cet appareil s’accompagne d’un prix d’acquisition très élevé qui varie entre 800.000$ à 2.000.000$.

## Applications
Plusieurs applications utilisent la FT-ICR-MS pour déterminer la composition de molécules à partir de leur masse exacte. De nombreuses études ont été publiées dans ce sens dans les domaines tels que la chimie alimentaire, dans la découverte de produits naturels, de l’environnement, de la médecine légale, de la toxicologie, de l’agriculture et la chimie pharmaceutique.
D'après des études récentes (2015) du département de chimie à l’université de Constance en Allemagne, la FT-ICR-MS a pu être utilisé dans le domaine bio-analytique, non seulement pour l’analyse des mélanges peptide complexes dans les études protéomes et celles des mélanges combinatoires, mais aussi pour l'identification des antigènes qui déterminent la structure polygonale d’anticorps. Le couplage de l’électrophorèse en 2D et la FT-ICR-MS a permis d’obtenir une bonne précision de la détermination de la masse élevée et la fine structure isotopique afin d’identifier les protéines faiblement ou moyennement abondantes.
Une autre application utile a été de combiner la spectroscopie à transformée de Fourier à la chromatographie liquide (LC-ESI-FTMS) pour le profilage de plasma humain et de la souris. Ceci a été possible avec l’utilisation de colonne C8 fondue, de particules de silice et d'une épaisse enveloppe poreuse de 0.5µm. Cette dernière a permis d’obtenir des débits élevés et des séparations rapides des composants du plasma humain, qui ont été par la suite détectés par la FT-ICR-MS.
La FT-ICR-MS est aussi utilisée dans le domaine de l’industrie pétrolière afin d’analyser les produits issus de la ramification. La FT-ICR-MS est couplée avec une source d’ionisation appelée Penning ionisation (PEI) permettant l’ionisation des espèces apolaires contenues dans les hydrocarbures saturés produisant des ions moléculaires. Ces derniers sont ensuite analysés par la FT-ICR-MS pour la caractérisation de carburants tels que le diesel.

## FT-ICR 2D MS
En 1984, Marshall et al. ont montré qu'il était possible de désexciter les ions présents dans la cellule ICR après les avoir préalablement excités. Cela a ouvert la voie à la première expérience de FT-ICR 2D MS en 1987 par le groupe RMN de Geoffrey Bodenhausen de l'Université de Lausanne et le groupe FT-ICR MS de Tino Gäumann de l'école polytechnique fédérale de Lausanne en Suisse.

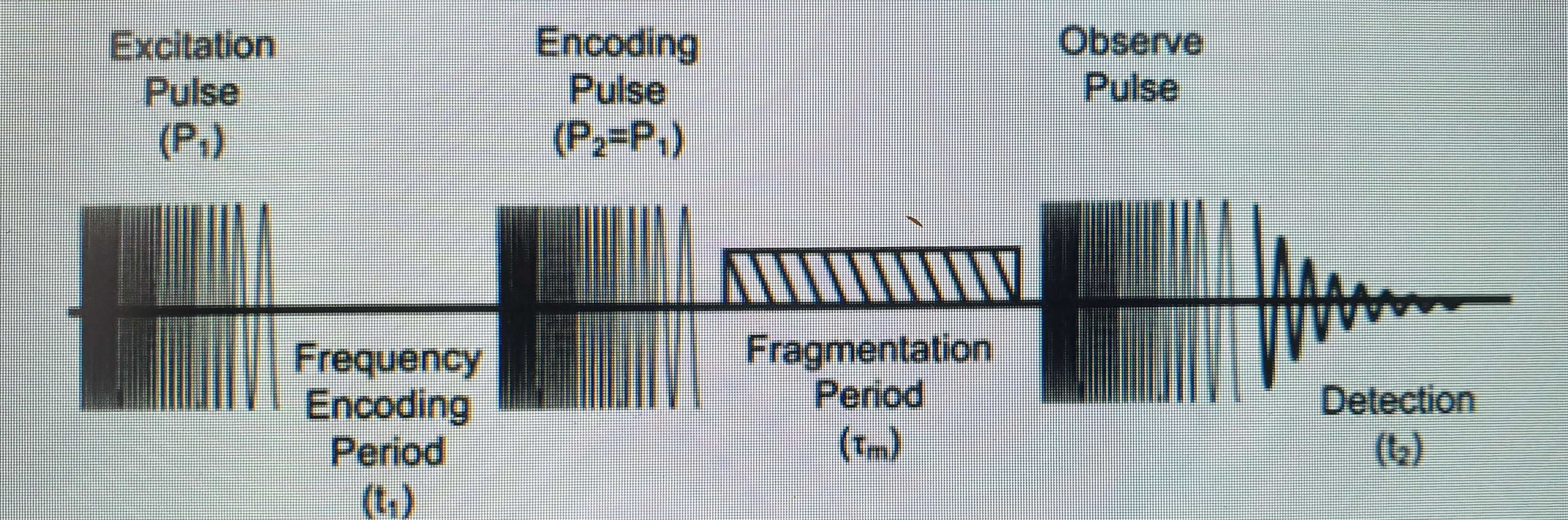
Séquence d'impulsions pour une expérience de FT-ICR 2D MS

Le principe consiste à faire subir aux ions, qui se situent initialement au centre de la cellule ICR, trois séquences d'impulsion successives, dont les deux premières sont d'amplitude semblable P1=P2, séparées par une durée t1 appelée la période d'encodage. Après la première impulsion, les ions prennent une orbite cohérente selon un grand rayon cyclotron avec une énergie plus grande que précédemment. On appelle cette impulsion l'impulsion d'excitation. Durant le temps t1 suivant, les ions continuent de tourner sans qu'aucune impulsion n'ait lieu. Enfin, une seconde impulsion appelée l'impulsion d'encodage est appliquée, et celle-ci va tantôt augmenter encore le rayon cyclotron des ions, tantôt les désexciter selon la valeur de la phase de ces mêmes ions. Si cette phase est un multiple de 2π, le rayon cyclotron à la fin de la seconde excitation sera égal au double du rayon à la fin de la première impulsion P1. Mais si cette même phase est de la forme 2πn+π alors les ions du paquet sont désexcités et retournent au centre de la cellule ICR, où ils vont pouvoir être fragmentés et/ou réagir durant un temps τm. Les ions dont la phase est à une valeur intermédiaire vont fluctuer entre ces deux extrêmes selon leur valeur. Enfin, une dernière impulsion P3, appelée impulsion d'observation, généralement plus importante que les impulsions P1 et P2 qui sont égales, est appliquée aux ions, ce qui va permettre de capter un signal par les plaques de détection de la cellule ICR.

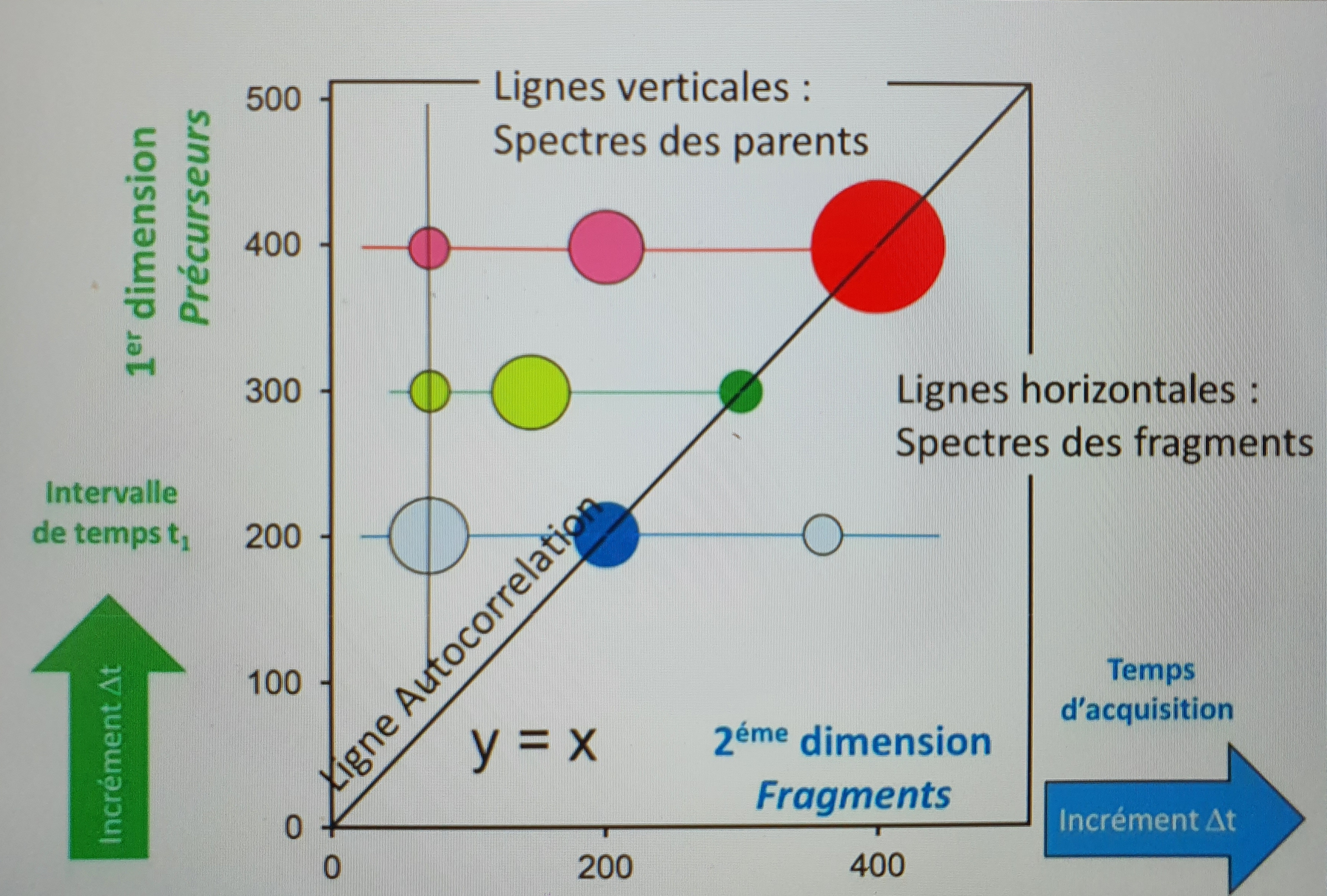
Carte 2D représentant le résultat d'une expérience de FT-ICR 2D MS

Cette séquence de trois impulsions va être répétée N fois successivement pour numériser un signal de X points à chaque séquence, donnant alors lieu à une expérience de FT-ICR 2D MS avec N×X points au total, avec N points dans la dimension F1, appelée dimension des précurseurs, et X points dans la dimension F2, appelée dimension des fragments. Entre chaque répétition de cette séquence d'impulsions, on fera varier la période d'encodage de manière que les ions qui soient désexcités, donc ramenés au centre de la cellule ICR et fragmentés et/ou réagissant, soient de nature différente au sein de l'échantillon. A la fin, on obtient une carte 2D qui représente le résultat de notre expérience. Sur la diagonale de la carte 2D, appelée diagonale d'auto-corrélation, apparaissent les pics représentant les ions parents ou les ions précurseurs, tandis que les pics apparaissant sur la ligne horizontale, à la hauteur d'un ion parent ou précurseur, représentent les fragments de l'ion parent ou précurseur. L'analyse de ces données permet de donner des informations sur la formule chimique ou la structure moléculaire des éléments présents dans l'échantillon étudié par FT-ICR 2D MS.
L'avantage de cette méthode est qu'il est permis d'analyser les composés et leur structure moléculaire en une seule expérience, sans avoir besoin de présélectionner les ions parents un à un de façon fastidieuse pour effectuer des expériences 1D comme dans les expériences de MS/MS (spéctrométrie de masse en tandem). Ce qui prend le plus de temps est l'accumulation des spectres dans la dimension F1, ce qui peut être compensé par l'utilisation de techniques d'échantillonnage qui consistent à prélever de manière homogène ou non homogène des points dans la première dimension, puis à reconstruire algorithmiquement le signal de cette dimension.
Ces techniques d'échantillonnage ont été importées avec succès depuis la RMN vers les techniques de FT-ICR 2D MS. Elles consistent, dans la dimension des précurseurs (F1) à sauter des points d'acquisition. Les techniques d'échantillonnage uniformes (avec un écart similaire entre les points sautés) ne peut pas dépasser 1 point sur 4 sans déformer le spectre, tandis que les techniques d'échantillonnage non-uniformes (NUS) permettent jusqu'à un ratio de 1 point sur 32 dans cette même dimension. En RMN les points sont classiquement reconstruits à l'aide de l'algorithme d'entropie maximale développé par J. Skilling et al. mais comme ces algorithmes ont une rapidité d'exécution dépendant du carré de la taille des données, et que les données de RMN (p.ex. souvent 2k × 2k = 4 Méga points) sont inférieures en taille aux données des expériences de FT-ICR (p.ex. souvent 8k × 128k = 1024 Méga points) les algorithmes ont été repensés afin de permettre le traitement de telles données.
Le temps qui est gagné au cours de l'acquisition au niveau du FT-ICR est donc remplacé par du temps de calcul sur un serveur. Les progrès récents en informatique à propos de l'augmentation de la mémoire, de la rapidité d'exécution et du parallélisme ont remis les techniques de FT-ICR 2D MS sur le devant de la scène.
L'un des défauts des expériences de FT-ICR 2D MS est la présence d'un bruit de scintillation, qui se caractérise par du bruit dans la dimension des précurseurs (F1) donnant lieu à d'intenses bandes alignées verticalement, gênant parfois l'analyse du spectre, et dont l'origine semble être liée à la fluctuation du nombre d'ions injectés lors de chaque séquence d'impulsions. Ce problème peut être partiellement résolu par l'application d'algorithmes de débruitement du signal.